# Baltic Volleyball League 2022-2023 (maschile)
La Baltic Volleyball League 2022-2023, 18ª edizione della competizione, si è svolta dal 1º ottobre 2022 al 5 marzo 2023: al torneo hanno partecipato sette squadre di club dei Paesi baltici (quattro estoni e tre lettoni) e la vittoria finale è andata per la quinta volta, la seconda consecutiva, al Duo.

## Regolamento

### Formula
La formula ha previsto: 
- Regular season, disputata con girone all'italiana, durante la quale le squadre si sono incontrate reciprocamente quattro volte: al termine le squadre hanno acceuto ai play-off, con la squadra prima classificata ammessa direttamente alle semifinali.
- Play-off, disputati con:
  - Quarti di finale, giocati con gare di andata e ritorno (in caso di parità di punti conquistati si è disputato un golden set);
  - Semifinali, finale per il terzo posto e finale, giocate in gara unica.

### Criteri di classifica
Se il risultato finale è stato di 3-0 o 3-1 sono stati assegnati 3 punti alla squadra vincente e 0 a quella sconfitta, se il risultato finale è stato di 3-2 sono stati assegnati 2 punti alla squadra vincente e 1 a quella sconfitta.
L'ordine del posizionamento in classifica è stato definito in base a:
- Punti;
- Numero di vittorie;
- Ratio dei set vinti/persi;
- Ratio dei punti realizzati/subiti;
- Risultati degli scontri diretti[2].

## Squadre partecipanti
| Club            | Stagione | Città      | Impianto                             | Stagione precedente                                       |
| --------------- | -------- | ---------- | ------------------------------------ | --------------------------------------------------------- |
| Duo             | dettagli | Tartu      | Tartu Ülikooli Spordihoone           | 1ª in Baltic Volleyball League; Detentore del trofeo      |
| Ezerzeme        | dettagli | Daugavpils | Bērnu-Jaunatnes Sporta Skola         | 8ª in Baltic Volleyball League; quarti di finale play-off |
| Jēkabpils Lūši  | dettagli | Jēkabpils  | Jekabpils sporta nams                | 6ª in Baltic Volleyball League; quarti di finale play-off |
| Pärnu           | dettagli | Pärnu      | Sports Hall                          | 3ª in Baltic Volleyball League; semifinali play-off       |
| RTU Robežsardze | dettagli | Jūrmala    | Jūrmalas Valsts ģimnāzija            | 7ª in Baltic Volleyball League; quarti di finale play-off |
| TalTech         | dettagli | Tallinn    | Tallinna Tehnikaülikooli Spordihoone | 2ª in Baltic Volleyball League; finale play-off           |
| Võru            | dettagli | Võru       | Võru Spordihall                      | non iscritta                                              |

## Torneo

### Regular season

#### Risultati
| Partite |                                  |     |                                   |
|         |                                  |     |                                   |
| 01-10   | Duo - TalTech                    | 2-3 | 18-25, 24-26, 25-18, 25-13, 11-15 |
| 02-10   | Võru - Pärnu                     | 3-1 | 19-25, 25-17, 25-21, 25-17        |
| 05-10   | Võru - TalTech                   | 3-0 | 25-18, 25-23, 25-21               |
| 08-10   | Pärnu - Duo                      | 0-3 | 22-25, 19-25, 15-25               |
| 08-10   | RTU Robežsardze - Ezerzeme       | 3-2 | 21-25, 25-16, 25-17, 23-25, 16-14 |
| 09-10   | RTU Robežsardze - Jēkabpils Lūši | 1-3 | 25-20, 21-25, 21-25, 19-25        |
| 12-10   | Duo - Võru                       | 3-1 | 25-20, 28-30, 25-21, 27-25        |
| 15-10   | Võru - RTU Robežsardze           | 1-3 | 18-25, 17-25, 25-17, 25-27        |
| 15-10   | Ezerzeme - TalTech               | 1-3 | 25-20, 20-25, 11-25, 23-25        |
| 15-10   | Jēkabpils Lūši - Pärnu           | 0-3 | 23-25, 24-26, 20-25               |
| 16-10   | Duo - RTU Robežsardze            | 3-0 | 25-16, 29-27, 25-18               |
| 16-10   | Jēkabpils Lūši - TalTech         | 0-3 | 19-25, 17-25, 22-25               |
| 16-10   | Ezerzeme - Pärnu                 | 3-1 | 25-13, 23-25, 25-19, 25-20        |
| 22-10   | TalTech - RTU Robežsardze        | 3-0 | 25-20, 25-23, 25-19               |
| 22-10   | Ezerzeme - Duo                   | 1-3 | 18-25, 14-25, 25-22, 24-26        |
| 22-10   | Jēkabpils Lūši - Võru            | 3-0 | 25-23, 25-21, 25-19               |
| 23-10   | Jēkabpils Lūši - Duo             | 1-3 | 25-22, 19-25, 13-25, 20-25        |
| 23-10   | Pärnu - RTU Robežsardze          | 0-3 | 17-25, 16-25, 25-27               |
| 23-10   | Ezerzeme - Võru                  | 2-3 | 25-19, 23-25, 18-25, 25-23, 4-15  |
| 26-10   | TalTech - Pärnu                  | 3-0 | 25-20, 25-21, 25-23               |
| 29-10   | Pärnu - Võru                     | 1-3 | 21-25, 10-25, 25-22, 20-25        |
| 29-10   | Ezerzeme - RTU Robežsardze       | 2-3 | 25-23, 26-24, 23-25, 24-26, 11-15 |
| 30-10   | Jēkabpils Lūši - RTU Robežsardze | 3-0 | 25-22, 25-14, 25-12               |
| 30-10   | TalTech - Duo                    | 2-3 | 23-25, 25-19, 21-25, 25-22, 13-15 |
| 05-11   | Võru - Duo                       | 2-3 | 23-25, 25-23, 19-25, 25-21, 10-15 |
| 05-11   | Pärnu - Jēkabpils Lūši           | 1-3 | 23-25, 26-24, 16-25, 15-25        |
| 05-11   | TalTech - Ezerzeme               | 3-0 | 25-22, 25-21, 25-20               |
| 06-11   | TalTech - Jēkabpils Lūši         | 3-0 | 25-17, 25-15, 25-18               |
| 06-11   | Pärnu - Ezerzeme                 | 3-2 | 25-27, 25-19, 25-23, 23-25, 15-12 |
| 09-11   | TalTech - Võru                   | 3-1 | 18-25, 25-22, 25-18, 25-20        |
| 12-11   | Ezerzeme - Jēkabpils Lūši        | 2-3 | 21-25, 25-19, 20-25, 25-17, 7-15  |
| 12-11   | RTU Robežsardze - TalTech        | 2-3 | 21-25, 25-21, 25-20, 18-25, 14-16 |
| 13-11   | RTU Robežsardze - Pärnu          | 3-1 | 25-16, 19-25, 25-19, 25-10        |
| 19-11   | RTU Robežsardze - Võru           | 3-0 | 25-23, 25-17, 25-21               |
| 20-11   | RTU Robežsardze - Võru           | 3-1 | 20-25, 25-20, 25-16, 25-19        |
| 26-11   | Võru - Jēkabpils Lūši            | 0-3 | 27-29, 14-25, 21-25               |
| 26-11   | Duo - Ezerzeme                   | 3-0 | 25-16, 25-18, 25-18               |
| 27-11   | Duo - Jēkabpils Lūši             | 3-2 | 25-17, 23-25, 15-25, 25-21, 15-12 |
| 27-11   | Võru - Ezerzeme                  | 1-3 | 23-25, 25-18, 23-25, 22-25        |
| 27-11   | Pärnu - TalTech                  | 2-3 | 25-23, 18-25, 24-26, 25-14, 17-19 |
| 03-12   | RTU Robežsardze - Jēkabpils Lūši | 3-1 | 17-25, 30-28, 27-25, 25-22        |
| 03-12   | Duo - Pärnu                      | 3-0 | 25-20, 25-17, 25-13               |

| Partite |                                  |     |                                   |
|         |                                  |     |                                   |
| 04-12   | RTU Robežsardze - Ezerzeme       | 0-3 | 20-25, 20-25, 22-25               |
| 04-12   | Võru - TalTech                   | 0-3 | 20-25, 14-25, 22-25               |
| 10-12   | Jēkabpils Lūši - Ezerzeme        | 1-3 | 25-18, 24-26, 15-25, 18-25        |
| 11-12   | Pärnu - Võru                     | 3-2 | 25-22, 25-27, 11-25, 25-18, 15-11 |
| 07-01   | TalTech - Jēkabpils Lūši         | 3-0 | 25-18, 25-13, 25-20               |
| 07-01   | Pärnu - Ezerzeme                 | 3-1 | 16-25, 25-21, 25-22, 26-24        |
| 07-01   | RTU Robežsardze - Duo            | 0-3 | 23-25, 18-25, 22-25               |
| 08-01   | Pärnu - Jēkabpils Lūši           | 2-3 | 18-25, 24-26, 26-24, 25-20, 11-15 |
| 08-01   | TalTech - Ezerzeme               | 3-0 | 25-11, 25-19, 25-19               |
| 08-01   | RTU Robežsardze - Duo            | 0-3 | 20-25, 18-25, 19-25               |
| 11-01   | Duo - Pärnu                      | 3-0 | 25-17, 25-11, 25-15               |
| 14-01   | Duo - TalTech                    | 3-0 | 25-22, 25-22, 25-20               |
| 14-01   | Võru - Pärnu                     | 3-0 | 25-19, 25-21, 25-17               |
| 14-01   | Ezerzeme - RTU Robežsardze       | 1-3 | 25-22, 22-25, 22-25, 23-25        |
| 18-01   | TalTech - Võru                   | 3-0 | 26-24, 25-17, 25-15               |
| 21-01   | Pärnu - RTU Robežsardze          | 2-3 | 26-24, 21-25, 21-25, 25-23, 11-15 |
| 21-01   | Ezerzeme - Jēkabpils Lūši        | 2-3 | 25-27, 25-23, 25-23, 23-25, 10-15 |
| 22-01   | Duo - Võru                       | 3-1 | 30-28, 25-13, 19-25, 25-23        |
| 22-01   | TalTech - RTU Robežsardze        | 3-1 | 25-15, 25-21, 21-25, 25-20        |
| 28-01   | Võru - RTU Robežsardze           | 3-1 | 25-23, 25-20, 20-25, 25-22        |
| 28-01   | Jēkabpils Lūši - Pärnu           | 3-0 | 25-15, 25-16, 25-23               |
| 28-01   | Ezerzeme - TalTech               | 3-2 | 25-19, 16-25, 23-25, 25-22, 15-9  |
| 29-01   | Jēkabpils Lūši - TalTech         | 3-2 | 25-23, 24-26, 24-26, 25-21, 22-20 |
| 29-01   | Duo - RTU Robežsardze            | 3-0 | 25-18, 25-22, 25-16               |
| 29-01   | Ezerzeme - Pärnu                 | 3-0 | 25-22, 25-18, 25-22               |
| 02-02   | Pärnu - Duo                      | 0-3 | 13-25, 22-25, 15-25               |
| 04-02   | Duo - Jēkabpils Lūši             | 3-0 | 25-23, 25-19, 25-12               |
| 04-02   | Võru - Ezerzeme                  | 3-2 | 25-23, 26-28, 25-22, 18-25, 15-11 |
| 05-02   | Duo - Ezerzeme                   | 2-3 | 25-16, 22-25, 21-25, 25-19, 9-15  |
| 05-02   | Võru - Jēkabpils Lūši            | 3-1 | 24-26, 25-12, 25-15, 25-13        |
| 05-02   | TalTech - Pärnu                  | 3-0 | 25-15, 25-15, 25-8                |
| 08-02   | Jēkabpils Lūši - RTU Robežsardze | 2-3 | 25-13, 23-25, 25-15, 30-32, 10-15 |
| 08-02   | TalTech - Duo                    | 1-3 | 17-25, 18-25, 25-19, 18-25        |
| 11-02   | Võru - Duo                       | 1-3 | 25-14, 22-25, 22-25, 23-25        |
| 11-02   | RTU Robežsardze - Pärnu          | 3-0 | 25-16, 25-17, 25-14               |
| 12-02   | Jēkabpils Lūši - Ezerzeme        | 0-3 | 23-25, 26-28, 17-25               |
| 12-02   | RTU Robežsardze - TalTech        | 1-3 | 20-25, 17-25, 25-23, 25-27        |
| 18-02   | Pärnu - TalTech                  | 0-3 | 15-25, 23-25, 14-25               |
| 18-02   | Jēkabpils Lūši - Duo             | 3-0 | 25-13, 25-23, 25-17               |
| 18-02   | Ezerzeme - Võru                  | 3-0 | 25-17, 25-21, 27-25               |
| 19-02   | Jēkabpils Lūši - Võru            | 0-3 | 13-25, 23-25, 16-25               |
| 19-02   | Ezerzeme - Duo                   | 3-2 | 22-25, 21-25, 25-23, 25-21, 15-11 |

#### Classifica
| Pos. | Squadra         | Pt | G  | V  | P  | SV | SP | Ratio | PF    | PS    | Ratio |
| ---- | --------------- | -- | -- | -- | -- | -- | -- | ----- | ----- | ----- | ----- |
| 1.   | Duo             | 60 | 24 | 20 | 4  | 66 | 24 | 2,750 | 2 092 | 1 808 | 1,157 |
| 2.   | TalTech         | 54 | 24 | 18 | 6  | 61 | 28 | 2,179 | 2 048 | 1 820 | 1,125 |
| 3.   | Ezerzeme        | 34 | 24 | 10 | 14 | 48 | 51 | 0,941 | 2 132 | 2 185 | 0,976 |
| 4.   | RTU Robežsardze | 33 | 24 | 12 | 12 | 42 | 49 | 0,857 | 1 997 | 2 038 | 0,980 |
| 5.   | Jēkabpils Lūši  | 31 | 24 | 11 | 13 | 41 | 49 | 0,837 | 1 953 | 1 993 | 0,980 |
| 6.   | Võru            | 27 | 24 | 9  | 15 | 38 | 53 | 0,717 | 2 012 | 2 022 | 0,995 |
| 7.   | Pärnu           | 13 | 24 | 4  | 20 | 23 | 65 | 0,354 | 1 713 | 2 081 | 0,823 |

      Qualificata alle semifinali dei play-off
      Qualificata ai quarti di finale dei play-off

### Play-off

#### Tabellone
|  | Quarti di finale | Quarti di finale | Quarti di finale | Quarti di finale |   |   | Semifinali | Semifinali | Semifinali |   |                 | Finale          | Finale          | Finale |  |
|  |                  |                  |                  |                  |   |   |            |            |            |   |                 |                 |                 |        |  |
|  |                  |                  |                  |                  |   |   | 1          | Duo        | 3          |   |                 |                 |                 |        |  |
|  |                  |                  |                  |                  |   |   | 1          | Duo        | 3          |   |                 |                 |                 |        |  |
|  |                  |                  | 7                | Pärnu            | 0 |   |            |            |            |   |                 |                 |                 |        |  |
|  | 2                | TalTech          | 7                | Pärnu            | 0 | 1 | 313        |            |            |   |                 |                 |                 |        |  |
|  | 2                | TalTech          |                  |                  |   |   |            |            |            |   |                 |                 |                 |        |  |
|  | 7                | Pärnu            | 3                | 015              |   |   |            |            |            |   |                 |                 |                 |        |  |
|  | 7                | Pärnu            | 3                | 015              |   | 1 | Duo        | 3          |            |   |                 |                 |                 |        |  |
|  |                  |                  |                  |                  |   |   |            |            |            |   |                 |                 |                 |        |  |
|  |                  |                  | 4                | RTU Robežsardze  | 2 |   |            |            |            |   |                 |                 |                 |        |  |
|  | 3                | Ezerzeme         | 4                | RTU Robežsardze  | 2 | 3 | 3          |            |            |   |                 |                 |                 |        |  |
|  | 3                | Ezerzeme         |                  |                  |   | 3 | 3          |            |            |   |                 |                 |                 |        |  |
|  | 6                | Võru             | 1                | 1                |   |   |            |            |            |   |                 |                 |                 |        |  |
|  | 6                | Võru             | 1                | 1                |   | 3 | Ezerzeme   | 1          |            |   | Finale 3º posto | Finale 3º posto | Finale 3º posto |        |  |
|  |                  |                  |                  |                  |   | 3 | Ezerzeme   | 1          |            |   |                 |                 |                 |        |  |
|  |                  |                  | 4                | RTU Robežsardze  | 3 |   |            |            |            |   |                 |                 |                 |        |  |
|  | 4                | RTU Robežsardze  | 4                | RTU Robežsardze  | 3 | 3 | 3          |            |            | 7 | Pärnu           | 1               |                 |        |  |
|  | 4                | RTU Robežsardze  |                  |                  |   |   |            |            |            | 7 | Pärnu           | 1               |                 |        |  |
|  | 5                | Jēkabpils Lūši   | 0                | 0                |   |   | 3          | Ezerzeme   | 3          |   |                 |                 |                 |        |  |

#### Risultati

##### Quarti di finale
| 22 febbraio 2023 Sports Hall, Pärnu Durata: 1h:41 - Spettatori: 207                       | Pärnu           | 3 - 1 | TalTech         | 25-20, 25-21, 12-25, 25-18            |
| 22 febbraio 2023 Võru Spordihall, Võru Durata: 1h:48 - Spettatori: 162                    | Võru            | 1 - 3 | Ezerzeme        | 21-25, 25-27, 25-21, 18-25            |
| 22 febbraio 2023 Jekabpils sporta nams, Jēkabpils Durata: 1h:27 - Spettatori: 346         | Jēkabpils Lūši  | 0 - 3 | RTU Robežsardze | 19-25, 21-25, 22-25                   |
| 25 febbraio 2023 Jūrmalas Valsts ģimnāzija, Jūrmala Durata: 1h:17 - Spettatori: 183       | RTU Robežsardze | 3 - 0 | Jēkabpils Lūši  | 25-20, 25-15, 25-16                   |
| 25 febbraio 2023 Bērnu-Jaunatnes Sporta Skola, Daugavpils Durata: 1h:53 - Spettatori: 211 | Ezerzeme        | 3 - 1 | Võru            | 25-23, 28-30, 25-19, 25-17            |
| 25 febbraio 2023 Tallinna Tehnikaülikooli Spordihoone, Tallinn Durata: - Spettatori: 357  | TalTech         | 3 - 0 | Pärnu           | 25-20, 25-19, 25-16 Golden set: 13-15 |

##### Semifinali
| 4 marzo 2023 Tartu Ülikooli Spordihoone, Tartu Durata: 1h:18 - Spettatori: 690 | Duo      | 3 - 0 | Pärnu           | 25-14, 25-19, 28-26        |
| 4 marzo 2023 Tartu Ülikooli Spordihoone, Tartu Durata: 1h:51 - Spettatori: 180 | Ezerzeme | 1 - 3 | RTU Robežsardze | 19-25, 16-25, 25-23, 20-25 |

##### Finale 3º posto
| 5 marzo 2023 Tartu Ülikooli Spordihoone, Tartu Durata: 1h:50 - Spettatori: 408 | Pärnu | 1 - 3 | Ezerzeme | 25-22, 21-25, 19-25, 24-26 |

##### Finale
| 5 marzo 2023 Tartu Ülikooli Spordihoone, Tartu Durata: 2h:11 - Spettatori: 925 | Duo | 3 - 2 | RTU Robežsardze | 18-25, 25-22, 20-25, 25-20, 22-20 |

## Premi individuali
| Premio                | Nome             | Squadra         |
| --------------------- | ---------------- | --------------- |
| MVP                   | Timo Lõhmus      | Duo             |
| Miglior palleggiatore | Dmitrijs Špakovs | RTU Robežsardze |
| Miglior opposto       | Matěj Šmidl      | Duo             |
| Miglior schiacciatore | Roberts Kļaviņš  | RTU Robežsardze |
| Miglior schiacciatore | Armands Rokjāns  | Ezerzeme        |
| Miglior centrale      | Jörgen Vanamõisa | Pärnu           |
| Miglior centrale      | Oļegs Klopovs    | RTU Robežsardze |
| Miglior libero        | Rait Rikberg     | Duo             |

## Statistiche
| Rendimento individuale | Rendimento individuale | Rendimento individuale | Rendimento individuale |
| Pos.                   | Nome                   | Punti                  | Squadra                |
| ---------------------- | ---------------------- | ---------------------- | ---------------------- |
| 1                      | Matīss Gabdulļins      | 524                    | RTU Robežsardze        |
| 2                      | Andris Širjakovs       | 458                    | Ezerzeme               |
| 3                      | Matthew Slivinski      | 438                    | Võru                   |
| 4                      | Matěj Šmidl            | 407                    | Duo                    |
| 5                      | Eriks Voroņko          | 350                    | Ezerzeme               |
| 6                      | Andrij Čmir'ov         | 335                    | Jēkabpils Lūši         |
| 7                      | Timo Lõhmus            | 298                    | Duo                    |
| 8                      | Jan Üprus              | 284                    | TalTech                |
| 9                      | Oliver Orav            | 262                    | TalTech                |
| 10                     | Roberts Kļaviņš        | 259                    | RTU Robežsardze        |
| 10                     | Antons Nazarovs        | 259                    | Ezerzeme               |

| Attacchi vincenti | Attacchi vincenti | Attacchi vincenti | Attacchi vincenti |
| Pos.              | Nome              | Punti             | Squadra           |
| ----------------- | ----------------- | ----------------- | ----------------- |
| 1                 | Matīss Gabdulļins | 463               | RTU Robežsardze   |
| 2                 | Andris Širjakovs  | 392               | Ezerzeme          |
| 3                 | Matthew Slivinski | 352               | Võru              |
| 4                 | Matěj Šmidl       | 319               | Duo               |
| 5                 | Andrij Čmir'ov    | 285               | Jēkabpils Lūši    |
| 6                 | Eriks Voroņko     | 281               | Ezerzeme          |
| 7                 | Timo Lõhmus       | 256               | Duo               |
| 8                 | Jan Üprus         | 245               | TalTech           |
| 9                 | Kaur Kais         | 221               | Pärnu             |
| 10                | Patriks Pinka     | 220               | RTU Robežsardze   |

| Muri vincenti | Muri vincenti      | Muri vincenti | Muri vincenti  |
| Pos.          | Nome               | Punti         | Squadra        |
| ------------- | ------------------ | ------------- | -------------- |
| 1             | Sten Perillus      | 89            | Võru           |
| 2             | Antons Nazarovs    | 84            | Ezerzeme       |
| 3             | Mart Naaber        | 77            | Duo            |
| 4             | Zigurds Adamovičs  | 61            | Jēkabpils Lūši |
| 5             | Jörgen Vanamõisa   | 57            | Pärnu          |
| 6             | Andris Širjakovs   | 54            | Ezerzeme       |
| 7             | Leo Catlakšs       | 49            | Jēkabpils Lūši |
| 7             | Eriks Voroņko      | 49            | Ezerzeme       |
| 9             | Devids Žolnerovičs | 48            | Ezerzeme       |
| 10            | Matěj Šmidl        | 46            | Duo            |

| Battute vincenti | Battute vincenti  | Battute vincenti | Battute vincenti |
| Pos.             | Nome              | Punti            | Squadra          |
| ---------------- | ----------------- | ---------------- | ---------------- |
| 1                | Matthew Slivinski | 47               | Võru             |
| 2                | Léo Meyer         | 43               | TalTech          |
| 3                | Matěj Šmidl       | 42               | Duo              |
| 4                | Jānis Jansons     | 41               | Jēkabpils Lūši   |
| 5                | Dmitrijs Špakovs  | 32               | RTU Robežsardze  |
| 6                | Roberts Kļaviņš   | 31               | RTU Robežsardze  |
| 6                | Oliver Orav       | 31               | TalTech          |
| 8                | Jēkabs Dzenis     | 25               | RTU Robežsardze  |
| 8                | Kaur Kais         | 25               | Pärnu            |
| 10               | Tony Tammiksaar   | 24               | Pärnu            |